# Anaspella lutea
Anaspella lutea es una especie de coleóptero de la familia Scraptiidae.

## Distribución geográfica
Habita en Egipto.